# Wolfgang Burtscher

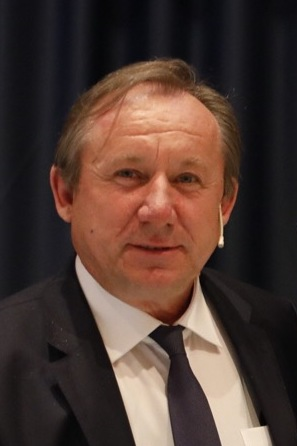
Wolfgang Burtscher (2017)

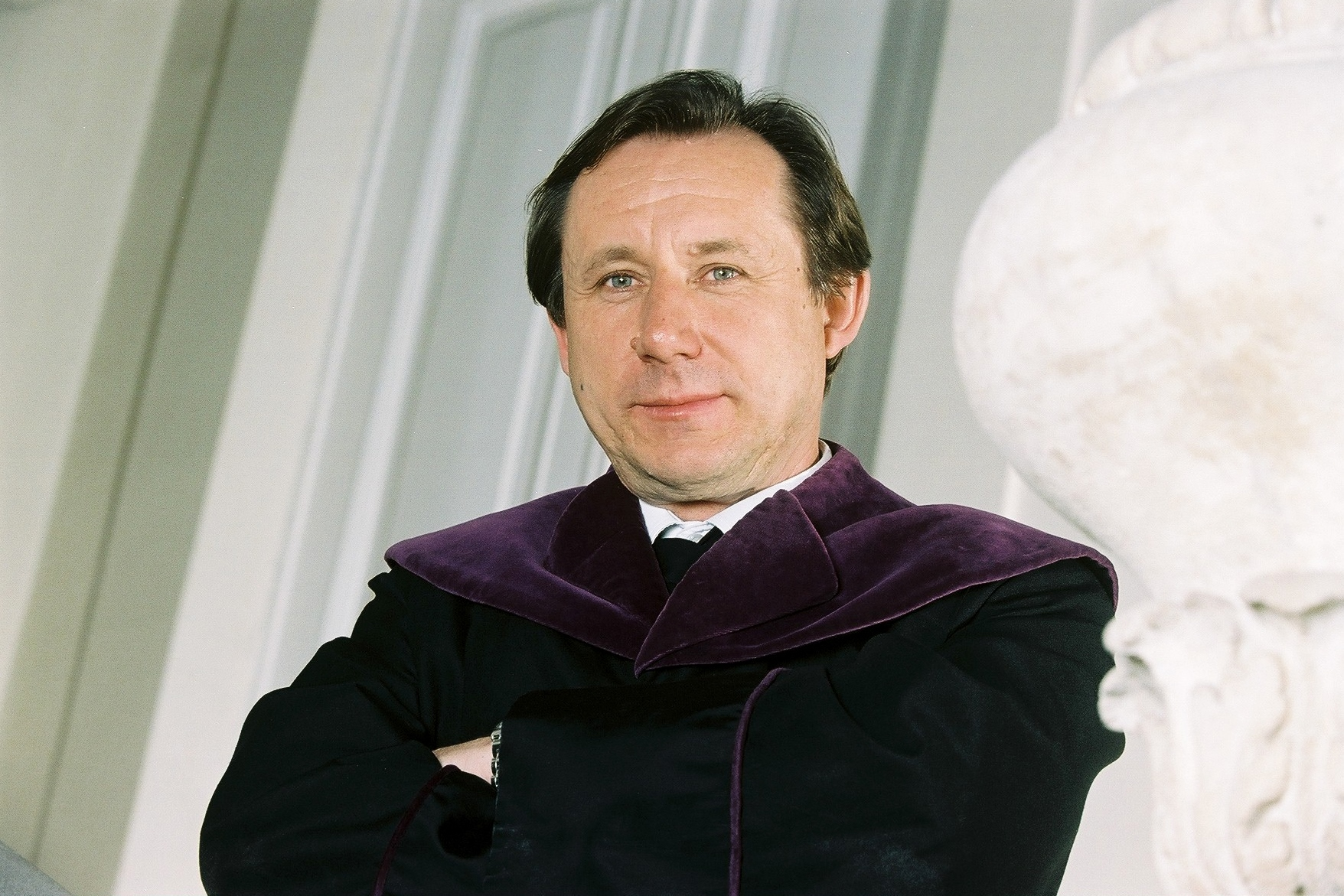
Wolfgang Burtscher als Verfassungsrichter im Talar (2005)

Wolfgang Burtscher (* 24. Oktober 1959 in Bludenz) ist ein österreichischer Jurist und Beamter bei der Europäischen Kommission. Burtscher ist seit April 2020 Generaldirektor der Generaldirektion Landwirtschaft und ländliche Entwicklung. Im Jahr 2005 war er für drei Monate Mitglied des österreichischen Verfassungsgerichtshofs.

## Beruflicher Werdegang
Wolfgang Burtscher absolvierte das Studium der Rechtswissenschaften an der Universität Innsbruck, wo er im Jahr 1982 zum Doktor der Rechtswissenschaften (Dr. iur.) promoviert wurde. 1983 erwarb er des Weiteren ein Diplom des Institut Européen des Hautes Études Internationales in Nizza. Von 1983 bis 1990 war er an der Universität Innsbruck als Universitätsassistent für Europäisches Recht und Internationales öffentliches Recht beschäftigt. Anschließend wurde er Rechtsberater bei der Europäischen Freihandelsassoziation (EFTA) in Genf. 1992 führte ihn sein beruflicher Weg zurück in sein Heimatbundesland Vorarlberg, als er beim Amt der Vorarlberger Landesregierung Leiter der Abteilung für Europaangelegenheiten und Außenbeziehungen wurde. Im Jahr 1996 wurde er zum gemeinsamen Vertreter der österreichischen Länder in der Ständigen Vertretung Österreichs bei der Europäischen Union bestellt.
Im Jahr 2000 trat Wolfgang Burtscher schließlich in den Dienst der Europäischen Kommission ein. Zunächst war er dabei bis 2005 Direktor für Agrargesetzgebung in der Generaldirektion Landwirtschaft und ländliche Entwicklung. Ende des Jahres 2004 wurde Burtscher von der Bundesregierung als Nachfolger seines Landsmanns Siegbert Morscher als neues Mitglied des Verfassungsgerichtshofs vorgeschlagen und von Bundespräsident Heinz Fischer mit 28. Jänner 2005 ernannt. Burtscher blieb allerdings nur knapp drei Monate Verfassungsrichter, da er mit 30. April 2005 aus familiären Gründen aus dem VfGH wieder ausschied.
Nach seiner Rückkehr nach Brüssel wurde Burtscher ab Juni 2005 erneut in der Europäischen Kommission tätig. Bis September 2009 war er Direktor für Audit der Agrarausgaben in der Generaldirektion Landwirtschaft und ländliche Entwicklung. Ab Oktober 2009 war Wolfgang Burtscher Stellvertretender Generaldirektor der Generaldirektion Forschung und Innovation und als solcher verantwortlich für den Bereich „Open Innovation, Open Science, Open to the World“. Mit 1. April 2020 wurde Burtscher von der Kommission zum Generaldirektor der Generaldirektion Landwirtschaft und ländliche Entwicklung bestellt.